# Interlands Zwitsers voetbalelftal 1990-1999
Deze pagina toont een gedetailleerd overzicht van de interlands die het Zwitsers voetbalelftal speelt en heeft gespeeld in de periode 1990 – 1999.

## Interlands

### 1990
|                                                                       |             |                       |        |                                                                                         |
| 31 maart Vriendschappelijk № 501 «onderlinge duels» 16:00 uur (UTC+2) | Zwitserland | 0 – 1                 | Italië | St. Jakob-Park, Bazel Toeschouwers: 25.000 Scheidsrechter: Karl-Josef Assenmacher (GER) |
| 31 maart Vriendschappelijk № 501 «onderlinge duels» 16:00 uur (UTC+2) |             | 68' Luigi De Agostini |        | St. Jakob-Park, Bazel Toeschouwers: 25.000 Scheidsrechter: Karl-Josef Assenmacher (GER) |

|                                                                      |                                        |       |                          |                                                                                 |
| 3 april Vriendschappelijk № 502 «onderlinge duels» 20:15 uur (UTC+2) | Zwitserland                            | 2 – 1 | Roemenië                 | Stadion Allmend, Luzern Toeschouwers: 3.500 Scheidsrechter: Roman Steindl (AUT) |
| 3 april Vriendschappelijk № 502 «onderlinge duels» 20:15 uur (UTC+2) | Heinz Hermann 44' Frédéric Chassot 48' |       | 25' (pen.) Gheorghe Hagi | Stadion Allmend, Luzern Toeschouwers: 3.500 Scheidsrechter: Roman Steindl (AUT) |

|                                                                    |                        |       |                |                                                                                |
| 8 mei Vriendschappelijk № 503 «onderlinge duels» 20:15 uur (UTC+2) | Zwitserland            | 1 – 1 | Argentinië     | Wankdorfstadion, Bern Toeschouwers: 10.000 Scheidsrechter: Patrick Kelly (NIR) |
| 8 mei Vriendschappelijk № 503 «onderlinge duels» 20:15 uur (UTC+2) | Kubilay Türkyilmaz 89' |       | 53' Abel Balbo | Wankdorfstadion, Bern Toeschouwers: 10.000 Scheidsrechter: Patrick Kelly (NIR) |

|                                                                     |                                    |       |                  |                                                                                |
| 2 juni Vriendschappelijk № 504 «onderlinge duels» 17:00 uur (UTC+2) | Zwitserland                        | 2 – 1 | Verenigde Staten | Espenmoos, Sankt Gallen Toeschouwers: 4.500 Scheidsrechter: Keith Cooper (WAL) |
| 2 juni Vriendschappelijk № 504 «onderlinge duels» 17:00 uur (UTC+2) | Peter Schepull 71' Adrian Knup 79' |       | 22' Bruce Murray | Espenmoos, Sankt Gallen Toeschouwers: 4.500 Scheidsrechter: Keith Cooper (WAL) |

|                                                                          |                          |       |                                                               |                                                                             |
| 21 augustus Vriendschappelijk № 505 «onderlinge duels» 20:00 uur (UTC+2) | Oostenrijk               | 1 – 3 | Zwitserland                                                   | Praterstadion, Wenen Toeschouwers: 7.100 Scheidsrechter: Carlo Longhi (ITA) |
| 21 augustus Vriendschappelijk № 505 «onderlinge duels» 20:00 uur (UTC+2) | Andreas Ogris 28' (pen.) |       | 56' Kubilay Türkyilmaz 62' Kubilay Türkyilmaz 78' Adrian Knup | Praterstadion, Wenen Toeschouwers: 7.100 Scheidsrechter: Carlo Longhi (ITA) |

|                                                                              |                                     |       |           |                                                                                      |
| 12 september EK 1992 kwalificatie № 506 «onderlinge duels» 20:00 uur (UTC+2) | Zwitserland                         | 2 – 0 | Bulgarije | Stade des Charmilles, Genève Toeschouwers: 12.500 Scheidsrechter: Guy Goethals (BEL) |
| 12 september EK 1992 kwalificatie № 506 «onderlinge duels» 20:00 uur (UTC+2) | Marc Hottiger 19' Thomas Bickel 74' |       |           | Stade des Charmilles, Genève Toeschouwers: 12.500 Scheidsrechter: Guy Goethals (BEL) |

|                                                                            |                                               |       |                        |                                                                            |
| 17 oktober EK 1992 kwalificatie № 507 «onderlinge duels» 20:00 uur (UTC+1) | Schotland                                     | 2 – 1 | Zwitserland            | Hampden Park, Glasgow Toeschouwers: 27.740 Scheidsrechter: Esa Palsi (FIN) |
| 17 oktober EK 1992 kwalificatie № 507 «onderlinge duels» 20:00 uur (UTC+1) | John Robertson 34' (pen.) Gary McAllister 52' |       | 64' (pen.) Adrian Knup | Hampden Park, Glasgow Toeschouwers: 27.740 Scheidsrechter: Esa Palsi (FIN) |

|                                                                             |            |                                                                              |             |                                                                                   |
| 14 november EK 1992 kwalificatie № 508 «onderlinge duels» 20:30 uur (UTC+1) | San Marino | 0 – 4                                                                        | Zwitserland | Stadio Olimpico, Serravalle Toeschouwers: 931 Scheidsrechter: Costas Kapsos (CYP) |
| 14 november EK 1992 kwalificatie № 508 «onderlinge duels» 20:30 uur (UTC+1) |            | 52' Alain Sutter 27' Stéphane Chapuisat 43' Adrian Knup 85' Frédéric Chassot |             | Stadio Olimpico, Serravalle Toeschouwers: 931 Scheidsrechter: Costas Kapsos (CYP) |

|                                                                          |                                                                           |       |             |                                                                                  |
| 19 december Vriendschappelijk № 509 «onderlinge duels» 20:15 uur (UTC+1) | Duitsland                                                                 | 4 – 0 | Zwitserland | Neckarstadion, Stuttgart Toeschouwers: 20.000 Scheidsrechter: Carlo Longhi (ITA) |
| 19 december Vriendschappelijk № 509 «onderlinge duels» 20:15 uur (UTC+1) | Rudi Völler 1' Karl-Heinz Riedle 66' Andreas Thom 75' Lothar Matthäus 85' |       |             | Neckarstadion, Stuttgart Toeschouwers: 20.000 Scheidsrechter: Carlo Longhi (ITA) |

### 1991
|                                                                                   |                  |                 |             |                                                                            |
| 1 februari Vriendschappelijk Miami Cup № 510 «onderlinge duels» 19:30 uur (UTC−5) | Verenigde Staten | 0 – 1           | Zwitserland | Orange Bowl, Miami Toeschouwers: 10.323 Scheidsrechter: Errol Forbes (TRI) |
| 1 februari Vriendschappelijk Miami Cup № 510 «onderlinge duels» 19:30 uur (UTC−5) |                  | 89' Adrian Knup |             | Orange Bowl, Miami Toeschouwers: 10.323 Scheidsrechter: Errol Forbes (TRI) |

|                                                                                   |                                       |       |                                                   |                                                                             |
| 3 februari Vriendschappelijk Miami Cup № 511 «onderlinge duels» 16:00 uur (UTC−5) | Colombia                              | 2 – 3 | Zwitserland                                       | Orange Bowl, Miami Toeschouwers: 5.107 Scheidsrechter: Raul Dominguez (USA) |
| 3 februari Vriendschappelijk Miami Cup № 511 «onderlinge duels» 16:00 uur (UTC−5) | Antony de Ávila 28' Freddy Rincón 38' |       | 43' Marcel Koller 57' Beat Sutter 76' Beat Sutter | Orange Bowl, Miami Toeschouwers: 5.107 Scheidsrechter: Raul Dominguez (USA) |

|                                                                       |               | |             |                                                                                             |
| 12 maart Vriendschappelijk № 512 «onderlinge duels» 19:30 uur (UTC+1) | Liechtenstein | 0 – 6 | Zwitserland | Sportplatz Rheinau, Balzers Toeschouwers: 2.400 Scheidsrechter: Karl-Heinz Tritschler (GER) |
| 12 maart Vriendschappelijk № 512 «onderlinge duels» 19:30 uur (UTC+1) |               | 26' Heinz Hermann 27' (pen.) Adrian Knup 33' Adrian Knup 47' Kubilay Türkyilmaz 69' Adrian Knup 89' Jean-Michel Aeby |             | Sportplatz Rheinau, Balzers Toeschouwers: 2.400 Scheidsrechter: Karl-Heinz Tritschler (GER) |

|                                                                         |             |       |          |                                                                                           |
| 3 april EK 1992 kwalificatie № 513 «onderlinge duels» 20:15 uur (UTC+2) | Zwitserland | 0 – 0 | Roemenië | Stade de la Maladière, Neuchâtel Toeschouwers: 15.700 Scheidsrechter: Gérard Biguet (FRA) |
| 3 april EK 1992 kwalificatie № 513 «onderlinge duels» 20:15 uur (UTC+2) |             |       |          | Stade de la Maladière, Neuchâtel Toeschouwers: 15.700 Scheidsrechter: Gérard Biguet (FRA) |

|                                                                       |                                       |       |                                                        |                                                                                              |
| 1 mei EK 1992 kwalificatie № 514 «onderlinge duels» 18:00 uur (UTC+3) | Bulgarije                             | 2 – 3 | Zwitserland                                            | Vasil Levskistadion, Sofia Toeschouwers: 40.000 Scheidsrechter: Karl-Josef Assenmacher (GER) |
| 1 mei EK 1992 kwalificatie № 514 «onderlinge duels» 18:00 uur (UTC+3) | Emil Kostadinov 12' Nasko Sirakov 27' |       | 60' Adrian Knup 88' Adrian Knup 90' Kubilay Türkyilmaz | Vasil Levskistadion, Sofia Toeschouwers: 40.000 Scheidsrechter: Karl-Josef Assenmacher (GER) |

|                                                                        | |       |            |                                                                                  |
| 5 juni EK 1992 kwalificatie № 515 «onderlinge duels» 20:30 uur (UTC+2) | Zwitserland | 7 – 0 | San Marino | Espenmoos, Sankt Gallen Toeschouwers: 12.000 Scheidsrechter: Erman Toroğlu (TUR) |
| 5 juni EK 1992 kwalificatie № 515 «onderlinge duels» 20:30 uur (UTC+2) | Adrian Knup 3' Marc Hottiger 13' Beat Sutter 29' Heinz Hermann 55' Christophe Ohrel 78' Adrian Knup 86' Kubilay Türkyilmaz 90+1' |       |            | Espenmoos, Sankt Gallen Toeschouwers: 12.000 Scheidsrechter: Erman Toroğlu (TUR) |

|                                                                          |                   |       |                        |                                                                                              |
| 21 augustus Vriendschappelijk № 516 «onderlinge duels» 18:30 uur (UTC+2) | Tsjecho-Slowakije | 1 – 1 | Zwitserland            | Velký Strahovský Stadion, Praag Toeschouwers: 3.000 Scheidsrechter: Wolf-Günter Wiesel (GER) |
| 21 augustus Vriendschappelijk № 516 «onderlinge duels» 18:30 uur (UTC+2) | Milan Luhový 18'  |       | 26' Kubilay Türkyilmaz | Velký Strahovský Stadion, Praag Toeschouwers: 3.000 Scheidsrechter: Wolf-Günter Wiesel (GER) |

|                                                                              |                                          |       |                                   |                                                                                |
| 11 september EK 1992 kwalificatie № 517 «onderlinge duels» 20:15 uur (UTC+2) | Zwitserland                              | 2 – 2 | Schotland                         | Wankdorfstadion, Bern Toeschouwers: 47.000 Scheidsrechter: Tullio Lanese (ITA) |
| 11 september EK 1992 kwalificatie № 517 «onderlinge duels» 20:15 uur (UTC+2) | Stéphane Chapuisat 30' Heinz Hermann 39' |       | 47' Gordon Durie 83' Ally McCoist | Wankdorfstadion, Bern Toeschouwers: 47.000 Scheidsrechter: Tullio Lanese (ITA) |

|                                                                        |                                                                  |       |                  |                                                                                   |
| 9 oktober Vriendschappelijk № 518 «onderlinge duels» 20:15 uur (UTC+2) | Zwitserland                                                      | 3 – 1 | Zweden           | Stadion Allmend, Luzern Toeschouwers: 7.300 Scheidsrechter: Claude Bouillet (FRA) |
| 9 oktober Vriendschappelijk № 518 «onderlinge duels» 20:15 uur (UTC+2) | Stéphane Chapuisat 12' Dominique Herr 44' Kubilay Türkyilmaz 53' |       | 89' Jan Eriksson | Stadion Allmend, Luzern Toeschouwers: 7.300 Scheidsrechter: Claude Bouillet (FRA) |

|                                                                             |                  |       |             |                                                                                          |
| 13 november EK 1992 kwalificatie № 519 «onderlinge duels» 21:00 uur (UTC+2) | Roemenië         | 1 – 0 | Zwitserland | Stadionul Steaua, Boekarest Toeschouwers: 30.000 Scheidsrechter: John Blankenstein (NED) |
| 13 november EK 1992 kwalificatie № 519 «onderlinge duels» 21:00 uur (UTC+2) | Dorin Mateuț 71' |       |             | Stadionul Steaua, Boekarest Toeschouwers: 30.000 Scheidsrechter: John Blankenstein (NED) |

### 1992
|                                                                         |        |                                      |             | |
| 29 januari Vriendschappelijk № 520 «onderlinge duels» 17:00 uur (UTC+4) | V.A.E. | 0 – 2                                | Zwitserland | Maktoum Bin Rashid Al Maktoumstadion, Dubai Toeschouwers: 2.000 Scheidsrechter: Ibrahim Al Amach (UAE) |
| 29 januari Vriendschappelijk № 520 «onderlinge duels» 17:00 uur (UTC+4) |        | 7' Beat Sutter 57' Christophe Bonvin |             | Maktoum Bin Rashid Al Maktoumstadion, Dubai Toeschouwers: 2.000 Scheidsrechter: Ibrahim Al Amach (UAE) |

|                                                                     |                                           |       |                  |                                                                                  |
| 25 maart Vriendschappelijk № 521 «onderlinge duels» 14:30 uur (UTC) | Ierland                                   | 2 – 1 | Zwitserland      | Lansdowne Road, Dublin Toeschouwers: 23.601 Scheidsrechter: Raul Dominguez (USA) |
| 25 maart Vriendschappelijk № 521 «onderlinge duels» 14:30 uur (UTC) | Thomas Coyne 28' John Aldridge 89' (pen.) |       | 26' Alain Sutter | Lansdowne Road, Dublin Toeschouwers: 23.601 Scheidsrechter: Raul Dominguez (USA) |

|                                                                       |             |                                       |           |                                                                             |
| 28 april Vriendschappelijk № 522 «onderlinge duels» 20:15 uur (UTC+2) | Zwitserland | 0 – 2                                 | Bulgarije | Wankdorfstadion, Bern Toeschouwers: 2.000 Scheidsrechter: Markus Merk (GER) |
| 28 april Vriendschappelijk № 522 «onderlinge duels» 20:15 uur (UTC+2) |             | 40' Nasko Sirakov 47' Emil Kostadinov |           | Wankdorfstadion, Bern Toeschouwers: 2.000 Scheidsrechter: Markus Merk (GER) |

|                                                                     |                                             |       |                    |                                                                                    |
| 27 mei Vriendschappelijk № 523 «onderlinge duels» 20:30 uur (UTC+2) | Zwitserland                                 | 2 – 1 | Frankrijk          | Stade Olympique, Lausanne Toeschouwers: 21.000 Scheidsrechter: Alfred Wieser (AUT) |
| 27 mei Vriendschappelijk № 523 «onderlinge duels» 20:30 uur (UTC+2) | Christophe Bonvin 28' Christophe Bonvin 72' |       | 20' Fabrice Divert | Stade Olympique, Lausanne Toeschouwers: 21.000 Scheidsrechter: Alfred Wieser (AUT) |

|                                                                             |         | |             |                                                                                       |
| 16 augustus WK 1994 kwalificatie № 524 «onderlinge duels» 18:00 uur (UTC+3) | Estland | 0 – 6 | Zwitserland | Kadriorustadion, Tallinn Toeschouwers: 2.412 Scheidsrechter: Michał Listkiewicz (POL) |
| 16 augustus WK 1994 kwalificatie № 524 «onderlinge duels» 18:00 uur (UTC+3) |         | 12' Stéphane Chapuisat 29' Georges Bregy 46' Adrian Knup 66' Adrian Knup 68' Stéphane Chapuisat 84' Ciriaco Sforza |             | Kadriorustadion, Tallinn Toeschouwers: 2.412 Scheidsrechter: Michał Listkiewicz (POL) |

|                                                                             |                                                  |       |                  |                                                                                     |
| 9 september WK 1994 kwalificatie № 525 «onderlinge duels» 20:15 uur (UTC+2) | Zwitserland                                      | 3 – 1 | Schotland        | Wankdorfstadion, Bern Toeschouwers: 12.000 Scheidsrechter: Mario van der Ende (NED) |
| 9 september WK 1994 kwalificatie № 525 «onderlinge duels» 20:15 uur (UTC+2) | Adrian Knup 2' Adrian Knup 71' Georges Bregy 81' |       | 15' Ally McCoist | Wankdorfstadion, Bern Toeschouwers: 12.000 Scheidsrechter: Mario van der Ende (NED) |

|                                                                            |                                       |       |                                             |                                                                                       |
| 14 oktober WK 1994 kwalificatie № 526 «onderlinge duels» 20:15 uur (UTC+1) | Italië                                | 2 – 2 | Zwitserland                                 | Stadio Sant'Elia, Cagliari Toeschouwers: 26.216 Scheidsrechter: Peter Mikkelsen (DEN) |
| 14 oktober WK 1994 kwalificatie № 526 «onderlinge duels» 20:15 uur (UTC+1) | Roberto Baggio 83' Stefano Eranio 90' |       | 17' Christophe Ohrel 20' Stéphane Chapuisat | Stadio Sant'Elia, Cagliari Toeschouwers: 26.216 Scheidsrechter: Peter Mikkelsen (DEN) |

|                                                                             |                                                            |       |       |                                                                                   |
| 18 november WK 1994 kwalificatie № 527 «onderlinge duels» 20:15 uur (UTC+1) | Zwitserland                                                | 3 – 0 | Malta | Wankdorfstadion, Bern Toeschouwers: 14.200 Scheidsrechter: Sergei Khusainov (RUS) |
| 18 november WK 1994 kwalificatie № 527 «onderlinge duels» 20:15 uur (UTC+1) | Thomas Bickel 2' Ciriaco Sforza 44' Stéphane Chapuisat 89' |       |       | Wankdorfstadion, Bern Toeschouwers: 14.200 Scheidsrechter: Sergei Khusainov (RUS) |

### 1993
|                                                                         |                      |       |                 |                                                                                |
| 23 januari Vriendschappelijk № 528 «onderlinge duels» 16:00 uur (UTC+8) | Japan                | 1 – 1 | Zwitserland     | Mong Kokstadion, Hongkong Toeschouwers: 4.000 Scheidsrechter: Yim Kim Ng (HKG) |
| 23 januari Vriendschappelijk № 528 «onderlinge duels» 16:00 uur (UTC+8) | Hisashi Kurosaki 63' |       | 56' Beat Sutter | Mong Kokstadion, Hongkong Toeschouwers: 4.000 Scheidsrechter: Yim Kim Ng (HKG) |

|                                                                       |         |                 |             |                                                                                            |
| 17 maart Vriendschappelijk № 529 «onderlinge duels» 20:30 uur (UTC+1) | Tunesië | 0 – 1           | Zwitserland | Stade Olympique El Menzah, Tunis Toeschouwers: 4.000 Scheidsrechter: Messaoud Koussa (ALG) |
| 17 maart Vriendschappelijk № 529 «onderlinge duels» 20:30 uur (UTC+1) |         | 87' Adrian Knup |             | Stade Olympique El Menzah, Tunis Toeschouwers: 4.000 Scheidsrechter: Messaoud Koussa (ALG) |

|                                                                          |                        |       |                 |                                                                                     |
| 31 maart WK 1994 kwalificatie № 530 «onderlinge duels» 20:15 uur (UTC+2) | Zwitserland            | 1 – 1 | Portugal        | Wankdorfstadion, Bern Toeschouwers: 29.095 Scheidsrechter: Kim Milton Nielsen (DEN) |
| 31 maart WK 1994 kwalificatie № 530 «onderlinge duels» 20:15 uur (UTC+2) | Stéphane Chapuisat 39' |       | 44' José Semedo | Wankdorfstadion, Bern Toeschouwers: 29.095 Scheidsrechter: Kim Milton Nielsen (DEN) |

|                                                                          |       |                                             |             |                                                                                     |
| 17 april WK 1994 kwalificatie № 531 «onderlinge duels» 16:00 uur (UTC+2) | Malta | 0 – 2                                       | Zwitserland | Ta' Qalistadion, Ta' Qali Toeschouwers: 8.000 Scheidsrechter: Ion Crăciunescu (ROM) |
| 17 april WK 1994 kwalificatie № 531 «onderlinge duels» 16:00 uur (UTC+2) |       | 31' Christophe Ohrel 89' Kubilay Türkyilmaz |             | Ta' Qalistadion, Ta' Qali Toeschouwers: 8.000 Scheidsrechter: Ion Crăciunescu (ROM) |

|                                                                       |                   |       |        |                                                                                    |
| 1 mei WK 1994 kwalificatie № 532 «onderlinge duels» 20:15 uur (UTC+2) | Zwitserland       | 1 – 0 | Italië | Wankdorfstadion, Bern Toeschouwers: 32.000 Scheidsrechter: Antonio Navarrete (ESP) |
| 1 mei WK 1994 kwalificatie № 532 «onderlinge duels» 20:15 uur (UTC+2) | Marc Hottiger 55' |       |        | Wankdorfstadion, Bern Toeschouwers: 32.000 Scheidsrechter: Antonio Navarrete (ESP) |

|                                                                          |                   |       |                                    |                                                                              |
| 11 augustus Vriendschappelijk № 533 «onderlinge duels» 19:00 uur (UTC+2) | Zweden            | 1 – 2 | Zwitserland                        | Ryavallen, Borås Toeschouwers: 14.712 Scheidsrechter: Angelo Amendolia (ITA) |
| 11 augustus Vriendschappelijk № 533 «onderlinge duels» 19:00 uur (UTC+2) | Martin Dahlin 17' |       | 19' Adrian Knup 74' Dominique Herr | Ryavallen, Borås Toeschouwers: 14.712 Scheidsrechter: Angelo Amendolia (ITA) |

|                                                                             |                  |       |                          |                                                                                     |
| 8 september WK 1994 kwalificatie № 534 «onderlinge duels» 20:00 uur (UTC+1) | Schotland        | 1 – 1 | Zwitserland              | Pittodrie Stadium, Aberdeen Toeschouwers: 21.500 Scheidsrechter: Joël Quiniou (FRA) |
| 8 september WK 1994 kwalificatie № 534 «onderlinge duels» 20:00 uur (UTC+1) | John Collins 50' |       | 69' (pen.) Georges Bregy | Pittodrie Stadium, Aberdeen Toeschouwers: 21.500 Scheidsrechter: Joël Quiniou (FRA) |

|                                                                            |                      |       |             |                                                                                  |
| 13 oktober WK 1994 kwalificatie № 535 «onderlinge duels» 21:00 uur (UTC+1) | Portugal             | 1 – 0 | Zwitserland | Estádio das Antas, Porto Toeschouwers: 55.000 Scheidsrechter: Hellmut Krug (GER) |
| 13 oktober WK 1994 kwalificatie № 535 «onderlinge duels» 21:00 uur (UTC+1) | João Vieira Pinto 9' |       |             | Estádio das Antas, Porto Toeschouwers: 55.000 Scheidsrechter: Hellmut Krug (GER) |

|                                                                             |                                                                                |       |         |                                                                            |
| 17 november WK 1994 kwalificatie № 536 «onderlinge duels» 20:30 uur (UTC+1) | Zwitserland                                                                    | 4 – 0 | Estland | Hardturm, Zürich Toeschouwers: 21.000 Scheidsrechter: Zoran Petrović (YUG) |
| 17 november WK 1994 kwalificatie № 536 «onderlinge duels» 20:30 uur (UTC+1) | Adrian Knup 31' Dominique Herr 34' Christophe Ohrel 45' Stéphane Chapuisat 61' |       |         | Hardturm, Zürich Toeschouwers: 21.000 Scheidsrechter: Zoran Petrović (YUG) |

### 1994
|                                                                         |                      |       |                        |                                                                                     |
| 22 januari Vriendschappelijk № 537 «onderlinge duels» 12:00 uur (UTC−8) | Verenigde Staten     | 1 – 1 | Zwitserland            | Titan Stadium, Fullerton Toeschouwers: 16.200 Scheidsrechter: Rodrigo Badilla (CRC) |
| 22 januari Vriendschappelijk № 537 «onderlinge duels» 12:00 uur (UTC−8) | Andy Egli 88' (e.d.) |       | 64' Sébastien Fournier | Titan Stadium, Fullerton Toeschouwers: 16.200 Scheidsrechter: Rodrigo Badilla (CRC) |

|                                                                         |                   |       |                                                                                            |                                                                                                  |
| 26 januari Vriendschappelijk № 538 «onderlinge duels» 20:00 uur (UTC−8) | Mexico            | 1 – 5 | Zwitserland                                                                                | Oakland-Alameda Coliseum, Oakland Toeschouwers: 23.182 Scheidsrechter: Esfandiar Baharmast (USA) |
| 26 januari Vriendschappelijk № 538 «onderlinge duels» 20:00 uur (UTC−8) | Alberto Durán 30' |       | 6' Néstor Subiat 26' Christophe Bonvin 54' Néstor Subiat 66' Marco Grassi 87' Marco Grassi | Oakland-Alameda Coliseum, Oakland Toeschouwers: 23.182 Scheidsrechter: Esfandiar Baharmast (USA) |

|                                                                      |                   |       |                                      |                                                                                 |
| 9 maart Vriendschappelijk № 539 «onderlinge duels» 19:15 uur (UTC+1) | Hongarije         | 1 – 2 | Zwitserland                          | Népstadion, Boedapest Toeschouwers: 5.000 Scheidsrechter: Ladislav Gádoši (SVK) |
| 9 maart Vriendschappelijk № 539 «onderlinge duels» 19:15 uur (UTC+1) | Dénes Eszenyi 75' |       | 10' Ciriaco Sforza 32' Néstor Subiat | Népstadion, Boedapest Toeschouwers: 5.000 Scheidsrechter: Ladislav Gádoši (SVK) |

|                                                                       |                                                                        |       |          |                                                                           |
| 20 april Vriendschappelijk № 540 «onderlinge duels» 20:15 uur (UTC+2) | Zwitserland                                                            | 3 – 0 | Tsjechië | Hardturm, Zürich Toeschouwers: 16.200 Scheidsrechter: Marnix Sandra (BEL) |
| 20 april Vriendschappelijk № 540 «onderlinge duels» 20:15 uur (UTC+2) | Stéphane Chapuisat 12' Georges Bregy 28' (pen.) Stéphane Chapuisat 37' |       |          | Hardturm, Zürich Toeschouwers: 16.200 Scheidsrechter: Marnix Sandra (BEL) |

|                                                                     |                                      |       |               |                                                                              |
| 27 mei Vriendschappelijk № 541 «onderlinge duels» 18:00 uur (UTC+2) | Zwitserland                          | 2 – 0 | Liechtenstein | St. Jakob-Park, Bazel Toeschouwers: 13.100 Scheidsrechter: Alain Hamer (LUX) |
| 27 mei Vriendschappelijk № 541 «onderlinge duels» 18:00 uur (UTC+2) | Dominique Herr 30' Marc Hottiger 65' |       |               | St. Jakob-Park, Bazel Toeschouwers: 13.100 Scheidsrechter: Alain Hamer (LUX) |

|                                                                     |                      |       |             |                                                                                    |
| 3 juni Vriendschappelijk № 542 «onderlinge duels» 20:30 uur (UTC+2) | Italië               | 1 – 0 | Zwitserland | Stadio Olimpico, Rome Toeschouwers: 38.019 Scheidsrechter: Juan Manuel Brito (ESP) |
| 3 juni Vriendschappelijk № 542 «onderlinge duels» 20:30 uur (UTC+2) | Giuseppe Signori 24' |       |             | Stadio Olimpico, Rome Toeschouwers: 38.019 Scheidsrechter: Juan Manuel Brito (ESP) |

|                                                                      |         |       |             | |
| 11 juni Vriendschappelijk № 543 «onderlinge duels» 15:00 uur (UTC−4) | Bolivia | 0 – 0 | Zwitserland | Complexe sportif Claude-Robillard, Montréal Toeschouwers: 4.655 Scheidsrechter: Stephen Lodge (ENG) |
| 11 juni Vriendschappelijk № 543 «onderlinge duels» 15:00 uur (UTC−4) |         |       |             | Complexe sportif Claude-Robillard, Montréal Toeschouwers: 4.655 Scheidsrechter: Stephen Lodge (ENG) |

| Wereldkampioenschap voetbal 1994 |
| -------------------------------- |

|                                                                    |                  |       |                   |                                                                                           |
| 18 juni WK 1994 Groep A № 544 «onderlinge duels» 11:30 uur (UTC−4) | Verenigde Staten | 1 – 1 | Zwitserland       | Pontiac Silverdome, Pontiac Toeschouwers: 73.425 Scheidsrechter: Francisco Lamolina (ARG) |
| 18 juni WK 1994 Groep A № 544 «onderlinge duels» 11:30 uur (UTC−4) | Eric Wynalda 45' |       | 39' Georges Bregy | Pontiac Silverdome, Pontiac Toeschouwers: 73.425 Scheidsrechter: Francisco Lamolina (ARG) |

|                                                                    |                   |       |                                                                         |                                                                                    |
| 22 juni WK 1994 Groep A № 545 «onderlinge duels» 16:00 uur (UTC−4) | Roemenië          | 1 – 4 | Zwitserland                                                             | Pontiac Silverdome, Pontiac Toeschouwers: 61.428 Scheidsrechter: Neji Jouini (TUN) |
| 22 juni WK 1994 Groep A № 545 «onderlinge duels» 16:00 uur (UTC−4) | Gheorghe Hagi 35' |       | 16' Alain Sutter 52' Stéphane Chapuisat 65' Adrian Knup 72' Adrian Knup | Pontiac Silverdome, Pontiac Toeschouwers: 61.428 Scheidsrechter: Neji Jouini (TUN) |

|                                                                    |                                      |       |             |                                                                                        |
| 26 juni WK 1994 Groep A № 546 «onderlinge duels» 13:00 uur (UTC−7) | Colombia                             | 2 – 0 | Zwitserland | Stanford Stadium, Palo Alto Toeschouwers: 83.769 Scheidsrechter: Peter Mikkelsen (DEN) |
| 26 juni WK 1994 Groep A № 546 «onderlinge duels» 13:00 uur (UTC−7) | Hernán Gaviria 44' Harold Lozano 90' |       |             | Stanford Stadium, Palo Alto Toeschouwers: 83.769 Scheidsrechter: Peter Mikkelsen (DEN) |

|                                                                          |                                                                   |       |             |                                                                                       |
| 2 juli WK 1994 Achtste finale № 547 «onderlinge duels» 16:30 uur (UTC−4) | Spanje                                                            | 3 – 0 | Zwitserland | RFK Stadium, Washington Toeschouwers: 53.121 Scheidsrechter: Mario van der Ende (NED) |
| 2 juli WK 1994 Achtste finale № 547 «onderlinge duels» 16:30 uur (UTC−4) | Fernando Hierro 15' Luis Enrique 74' Txiki Begiristain 86' (pen.) |       |             | RFK Stadium, Washington Toeschouwers: 53.121 Scheidsrechter: Mario van der Ende (NED) |

|  |  |  |  |  |  |  |  |  |

|                                                                          |                  |       |        |                                                                                   |
| 6 september Vriendschappelijk № 548 «onderlinge duels» 20:00 uur (UTC+2) | Zwitserland      | 1 – 0 | V.A.E. | Stade de Tourbillon, Sion Toeschouwers: 3.500 Scheidsrechter: Georges Ramos (FRA) |
| 6 september Vriendschappelijk № 548 «onderlinge duels» 20:00 uur (UTC+2) | Alain Sutter 20' |       |        | Stade de Tourbillon, Sion Toeschouwers: 3.500 Scheidsrechter: Georges Ramos (FRA) |

|                                                                            |                                                                                            |       |                                       |                                                                                |
| 12 oktober EK 1996 kwalificatie № 549 «onderlinge duels» 20:00 uur (UTC+1) | Zwitserland                                                                                | 4 – 2 | Zweden                                | Wankdorfstadion, Bern Toeschouwers: 24.000 Scheidsrechter: David Elleray (ENG) |
| 12 oktober EK 1996 kwalificatie № 549 «onderlinge duels» 20:00 uur (UTC+1) | Christophe Ohrel 36' Jesper Blomqvist 64' (e.d.) Ciriaco Sforza 79' Kubilay Türkyilmaz 81' |       | 5' Kennet Andersson 61' Martin Dahlin | Wankdorfstadion, Bern Toeschouwers: 24.000 Scheidsrechter: David Elleray (ENG) |

|                                                                             |                   |       |         |                                                                                    |
| 16 november EK 1996 kwalificatie № 550 «onderlinge duels» 20:00 uur (UTC+1) | Zwitserland       | 1 – 0 | IJsland | Stade Olympique, Lausanne Toeschouwers: 15.800 Scheidsrechter: Patrick Kelly (NIR) |
| 16 november EK 1996 kwalificatie № 550 «onderlinge duels» 20:00 uur (UTC+1) | Thomas Bickel 44' |       |         | Stade Olympique, Lausanne Toeschouwers: 15.800 Scheidsrechter: Patrick Kelly (NIR) |

|                                                                             |                 |       |                                    |                                                                                          |
| 14 december EK 1996 kwalificatie № 551 «onderlinge duels» 20:00 uur (UTC+2) | Turkije         | 1 – 2 | Zwitserland                        | Ali Sami Yenstadion, Istanbul Toeschouwers: 22.516 Scheidsrechter: Ion Crăciunescu (ROM) |
| 14 december EK 1996 kwalificatie № 551 «onderlinge duels» 20:00 uur (UTC+2) | Recep Çetin 40' |       | 7' Marcel Koller 16' Thomas Bickel | Ali Sami Yenstadion, Istanbul Toeschouwers: 22.516 Scheidsrechter: Ion Crăciunescu (ROM) |

### 1995
|                                                                      |                  |       |                     |                                                                                    |
| 8 maart Vriendschappelijk № 552 «onderlinge duels» 21:00 uur (UTC+2) | Griekenland      | 1 – 1 | Zwitserland         | Olympisch Stadion, Athene Toeschouwers: 1.153 Scheidsrechter: Zoran Petrović (YUG) |
| 8 maart Vriendschappelijk № 552 «onderlinge duels» 21:00 uur (UTC+2) | Zisis Vryzas 49' |       | 7' Walter Fernandez | Olympisch Stadion, Athene Toeschouwers: 1.153 Scheidsrechter: Zoran Petrović (YUG) |

|                                                                          |                                   |       |                                     |                                                                                |
| 29 maart EK 1996 kwalificatie № 553 «onderlinge duels» 20:15 uur (UTC+2) | Hongarije                         | 2 – 2 | Zwitserland                         | Népstadion, Boedapest Toeschouwers: 13.000 Scheidsrechter: Alfred Wieser (AUT) |
| 29 maart EK 1996 kwalificatie № 553 «onderlinge duels» 20:15 uur (UTC+2) | József Kiprich 51' Béla Illés 72' |       | 74' Néstor Subiat 84' Néstor Subiat | Népstadion, Boedapest Toeschouwers: 13.000 Scheidsrechter: Alfred Wieser (AUT) |

|                                                                          |                   |       |                                       |                                                                                          |
| 26 april EK 1996 kwalificatie № 554 «onderlinge duels» 20:00 uur (UTC+2) | Zwitserland       | 1 – 2 | Turkije                               | Wankdorfstadion, Bern Toeschouwers: 24.000 Scheidsrechter: Frans Van Den Wijngaert (BEL) |
| 26 april EK 1996 kwalificatie № 554 «onderlinge duels» 20:00 uur (UTC+2) | Marc Hottiger 38' |       | 11' Hakan Şükür 56' Ogün Temizkanoğlu | Wankdorfstadion, Bern Toeschouwers: 24.000 Scheidsrechter: Frans Van Den Wijngaert (BEL) |

| |             |                         |        |                                                                                  |
| 19 juni Vriendschappelijk 100-jarig jubileumtoernooi SFV № 555 «onderlinge duels» 20:30 uur (UTC+2) | Zwitserland | 0 – 1                   | Italië | Stade Olympique, Lausanne Toeschouwers: 13.000 Scheidsrechter: Markus Merk (GER) |
| 19 juni Vriendschappelijk 100-jarig jubileumtoernooi SFV № 555 «onderlinge duels» 20:30 uur (UTC+2) |             | 55' Pierluigi Casiraghi |        | Stade Olympique, Lausanne Toeschouwers: 13.000 Scheidsrechter: Markus Merk (GER) |

| |                 |       |                                      |                                                                               |
| 23 juni Vriendschappelijk 100-jarig jubileumtoernooi SFV № 556 «onderlinge duels» 20:30 uur (UTC+2) | Zwitserland     | 1 – 2 | Duitsland                            | Wankdorfstadion, Bern Toeschouwers: 17.000 Scheidsrechter: Gerd Grabher (AUT) |
| 23 juni Vriendschappelijk 100-jarig jubileumtoernooi SFV № 556 «onderlinge duels» 20:30 uur (UTC+2) | Adrian Knup 77' |       | 63' Thomas Häßler 83' Andreas Möller | Wankdorfstadion, Bern Toeschouwers: 17.000 Scheidsrechter: Gerd Grabher (AUT) |

|                                                                           |         |                                                   |             |                                                                                      |
| 16 augustus EK 1996 kwalificatie № 557 «onderlinge duels» 21:00 uur (UTC) | IJsland | 0 – 2                                             | Zwitserland | Laugardalsvöllur, Reykjavik Toeschouwers: 8.387 Scheidsrechter: Ryszard Wójcik (POL) |
| 16 augustus EK 1996 kwalificatie № 557 «onderlinge duels» 21:00 uur (UTC) |         | 4' (e.d.) Ólafur Adolfsson 18' Kubilay Türkyilmaz |             | Laugardalsvöllur, Reykjavik Toeschouwers: 8.387 Scheidsrechter: Ryszard Wójcik (POL) |

|                                                                             |        |       |             |                                                                                     |
| 6 september EK 1996 kwalificatie № 558 «onderlinge duels» 19:00 uur (UTC+2) | Zweden | 0 – 0 | Zwitserland | Ullevi Stadion, Göteborg Toeschouwers: 40.505 Scheidsrechter: Piero Ceccarini (ITA) |
| 6 september EK 1996 kwalificatie № 558 «onderlinge duels» 19:00 uur (UTC+2) |        |       |             | Ullevi Stadion, Göteborg Toeschouwers: 40.505 Scheidsrechter: Piero Ceccarini (ITA) |

|                                                                            |                                                                |       |           |                                                                           |
| 11 oktober EK 1996 kwalificatie № 559 «onderlinge duels» 20:30 uur (UTC+2) | Zwitserland                                                    | 3 – 0 | Hongarije | Hardturm, Zürich Toeschouwers: 21.000 Scheidsrechter: Charles Agius (MLT) |
| 11 oktober EK 1996 kwalificatie № 559 «onderlinge duels» 20:30 uur (UTC+2) | Kubilay Türkyilmaz 22' Ciriaco Sforza 56' Christophe Ohrel 90' |       |           | Hardturm, Zürich Toeschouwers: 21.000 Scheidsrechter: Charles Agius (MLT) |

|                                                                        |                                                        |       |                 |                                                                                |
| 15 november Vriendschappelijk № 560 «onderlinge duels» 20:00 uur (UTC) | Engeland                                               | 3 – 1 | Zwitserland     | Wembley Stadium, Londen Toeschouwers: 29.874 Scheidsrechter: Sándor Puhl (HUN) |
| 15 november Vriendschappelijk № 560 «onderlinge duels» 20:00 uur (UTC) | Stuart Pearce 45' Teddy Sheringham 56' Steve Stone 78' |       | 41' Adrian Knup | Wembley Stadium, Londen Toeschouwers: 29.874 Scheidsrechter: Sándor Puhl (HUN) |

### 1996
|                                                                       |                   |       |                |                                                                                      |
| 13 maart Vriendschappelijk № 561 «onderlinge duels» 20:00 uur (UTC+1) | Luxemburg         | 1 – 1 | Zwitserland    | Stade Josy Barthel, Luxemburg Toeschouwers: 1.937 Scheidsrechter: Amand Ancion (BEL) |
| 13 maart Vriendschappelijk № 561 «onderlinge duels» 20:00 uur (UTC+1) | Manuel Cardoni 8' |       | 75' Ramon Vega | Stade Josy Barthel, Luxemburg Toeschouwers: 1.937 Scheidsrechter: Amand Ancion (BEL) |

|                                                                       |                   |       |             |                                                                                     |
| 27 maart Vriendschappelijk № 562 «onderlinge duels» 20:30 uur (UTC+1) | Oostenrijk        | 1 – 0 | Zwitserland | Ernst Happelstadion, Wenen Toeschouwers: 23.800 Scheidsrechter: Fernand Meese (BEL) |
| 27 maart Vriendschappelijk № 562 «onderlinge duels» 20:30 uur (UTC+1) | Andreas Ogris 74' |       |             | Ernst Happelstadion, Wenen Toeschouwers: 23.800 Scheidsrechter: Fernand Meese (BEL) |

|                                                                       |                                                        |       |       |                                                                                       |
| 24 april Vriendschappelijk № 563 «onderlinge duels» 20:15 uur (UTC+2) | Zwitserland                                            | 2 – 0 | Wales | Stadio di Cornaredo, Lugano Toeschouwers: 8.500 Scheidsrechter: Loris Stafoggia (ITA) |
| 24 april Vriendschappelijk № 563 «onderlinge duels» 20:15 uur (UTC+2) | Chris Coleman 32' (e.d.) Kubilay Türkyilmaz 42' (pen.) |       |       | Stadio di Cornaredo, Lugano Toeschouwers: 8.500 Scheidsrechter: Loris Stafoggia (ITA) |

|                                                                     |                  |       |                               |                                                                                 |
| 1 juni Vriendschappelijk № 564 «onderlinge duels» 20:15 uur (UTC+2) | Zwitserland      | 1 – 2 | Tsjechië                      | St. Jakob-Park, Bazel Toeschouwers: 14.400 Scheidsrechter: Georg Dardenne (GER) |
| 1 juni Vriendschappelijk № 564 «onderlinge duels» 20:15 uur (UTC+2) | Marco Grassi 34' |       | 23' Pavel Kuka 84' Pavel Kuka | St. Jakob-Park, Bazel Toeschouwers: 14.400 Scheidsrechter: Georg Dardenne (GER) |

| Europees kampioenschap voetbal 1996 |
| ----------------------------------- |

|                                                                   |                  |       |                        |                                                                                     |
| 8 juni EK 1996 Groep A № 565 «onderlinge duels» 15:00 uur (UTC+1) | Engeland         | 1 – 1 | Zwitserland            | Wembley Stadium, Londen Toeschouwers: 76.567 Scheidsrechter: Manuel Díaz Vega (ESP) |
| 8 juni EK 1996 Groep A № 565 «onderlinge duels» 15:00 uur (UTC+1) | Alan Shearer 22' |       | 83' Kubilay Türkyilmaz | Wembley Stadium, Londen Toeschouwers: 76.567 Scheidsrechter: Manuel Díaz Vega (ESP) |

|                                                                    |                                       |       |             |                                                                                 |
| 13 juni EK 1996 Groep A № 566 «onderlinge duels» 19:30 uur (UTC+1) | Nederland                             | 2 – 0 | Zwitserland | Villa Park, Birmingham Toeschouwers: 36.751 Scheidsrechter: Atanas Uzunov (BUL) |
| 13 juni EK 1996 Groep A № 566 «onderlinge duels» 19:30 uur (UTC+1) | Jordi Cruijff 66' Dennis Bergkamp 79' |       |             | Villa Park, Birmingham Toeschouwers: 36.751 Scheidsrechter: Atanas Uzunov (BUL) |

|                                                                    |                  |       |             |                                                                                 |
| 18 juni EK 1996 Groep A № 567 «onderlinge duels» 19:30 uur (UTC+1) | Schotland        | 1 – 0 | Zwitserland | Villa Park, Birmingham Toeschouwers: 34.926 Scheidsrechter: Václav Krondl (CZE) |
| 18 juni EK 1996 Groep A № 567 «onderlinge duels» 19:30 uur (UTC+1) | Ally McCoist 37' |       |             | Villa Park, Birmingham Toeschouwers: 34.926 Scheidsrechter: Václav Krondl (CZE) |

|  |  |  |  |  |  |  |  |  |

|                                                                             |                   |       |             |                                                                                          |
| 31 augustus WK 1998 kwalificatie № 568 «onderlinge duels» 20:00 uur (UTC+5) | Azerbeidzjan      | 1 – 0 | Zwitserland | Tofikh Bakhramovstadion, Bakoe Toeschouwers: 15.000 Scheidsrechter: Ryszard Wójcik (POL) |
| 31 augustus WK 1998 kwalificatie № 568 «onderlinge duels» 20:00 uur (UTC+5) | Vidadi Rzayev 26' |       |             | Tofikh Bakhramovstadion, Bakoe Toeschouwers: 15.000 Scheidsrechter: Ryszard Wójcik (POL) |

|                                                                           |                                     |       |                                                         |                                                                                          |
| 6 oktober WK 1998 kwalificatie № 569 «onderlinge duels» 19:00 uur (UTC+3) | Finland                             | 2 – 3 | Zwitserland                                             | Olympisch Stadion, Helsinki Toeschouwers: 7.217 Scheidsrechter: Gylfi Thór Orrason (ISL) |
| 6 oktober WK 1998 kwalificatie № 569 «onderlinge duels» 19:00 uur (UTC+3) | Antti Sumiala 41' Joonas Kolkka 75' |       | 14' Massimo Lombardo 34' Ciriaco Sforza 54' Murat Yakin | Olympisch Stadion, Helsinki Toeschouwers: 7.217 Scheidsrechter: Gylfi Thór Orrason (ISL) |

|                                                                             |             |                        |           |                                                                                   |
| 10 november WK 1998 kwalificatie № 570 «onderlinge duels» 14:30 uur (UTC1+) | Zwitserland | 0 – 1                  | Noorwegen | Wankdorfstadion, Bern Toeschouwers: 22.000 Scheidsrechter: Manuel Díaz Vega (ESP) |
| 10 november WK 1998 kwalificatie № 570 «onderlinge duels» 14:30 uur (UTC1+) |             | 32' Øyvind Leonhardsen |           | Wankdorfstadion, Bern Toeschouwers: 22.000 Scheidsrechter: Manuel Díaz Vega (ESP) |

### 1997
|                                                                      |                                           |       |                   |                                                                                    |
| 10 februari Carlsberg Cup № 571 «onderlinge duels» 20:00 uur (UTC+8) | Rusland                                   | 2 – 1 | Zwitserland       | Hong Kong Stadium, Hongkong Toeschouwers: 20.167 Scheidsrechter: Hugh Dallas (SCO) |
| 10 februari Carlsberg Cup № 571 «onderlinge duels» 20:00 uur (UTC+8) | Igor Simoetenkov 23' Igor Simoetenkov 36' |       | 79' Pascal Thüler | Hong Kong Stadium, Hongkong Toeschouwers: 20.167 Scheidsrechter: Hugh Dallas (SCO) |

|                                                                      |                   |       |         |                                                                                |
| 2 april Vriendschappelijk № 572 «onderlinge duels» 20:15 uur (UTC+2) | Zwitserland       | 1 – 0 | Letland | Stadion Allmend, Luzern Toeschouwers: 200 Scheidsrechter: Roger Philippi (LUX) |
| 2 april Vriendschappelijk № 572 «onderlinge duels» 20:15 uur (UTC+2) | Adrian Kunz 90+3' |       |         | Stadion Allmend, Luzern Toeschouwers: 200 Scheidsrechter: Roger Philippi (LUX) |

|                                                                          |                        |       |           |                                                                          |
| 30 april WK 1998 kwalificatie № 573 «onderlinge duels» 20:15 uur (UTC+2) | Zwitserland            | 1 – 0 | Hongarije | Hardturm, Zürich Toeschouwers: 17.300 Scheidsrechter: Leif Sundell (SWE) |
| 30 april WK 1998 kwalificatie № 573 «onderlinge duels» 20:15 uur (UTC+2) | Kubilay Türkyilmaz 83' |       |           | Hardturm, Zürich Toeschouwers: 17.300 Scheidsrechter: Leif Sundell (SWE) |

|                                                                         |                   |       |             |                                                                                 |
| 6 augustus Vriendschappelijk № 574 «onderlinge duels» 20:15 uur (UTC+2) | Slowakije         | 1 – 0 | Zwitserland | Tehelné pole, Bratislava Toeschouwers: 3.470 Scheidsrechter: Željko Širić (CRO) |
| 6 augustus Vriendschappelijk № 574 «onderlinge duels» 20:15 uur (UTC+2) | Tibor Jančula 28' |       |             | Tehelné pole, Bratislava Toeschouwers: 3.470 Scheidsrechter: Željko Širić (CRO) |

|                                                                             |                   |       |                        |                                                                                |
| 20 augustus WK 1998 kwalificatie № 575 «onderlinge duels» 18:30 uur (UTC+2) | Hongarije         | 1 – 1 | Zwitserland            | Népstadion, Boedapest Toeschouwers: 20.000 Scheidsrechter: Michel Piraux (BEL) |
| 20 augustus WK 1998 kwalificatie № 575 «onderlinge duels» 18:30 uur (UTC+2) | László Klausz 53' |       | 90' Stéphane Chapuisat | Népstadion, Boedapest Toeschouwers: 20.000 Scheidsrechter: Michel Piraux (BEL) |

|                                                                             |                 |       |                                     | |
| 6 september WK 1998 kwalificatie № 576 «onderlinge duels» 20:15 uur (UTC+2) | Zwitserland     | 1 – 2 | Finland                             | Stade Olympique de la Pontaise, Lausanne Toeschouwers: 15.000 Scheidsrechter: Stefano Braschi (ITA) |
| 6 september WK 1998 kwalificatie № 576 «onderlinge duels» 20:15 uur (UTC+2) | Adrian Kunz 90' |       | 16' Jari Litmanen 79' Antti Sumiala | Stade Olympique de la Pontaise, Lausanne Toeschouwers: 15.000 Scheidsrechter: Stefano Braschi (ITA) |

|                                                                              |                                                                                                |       |             |                                                                               |
| 10 september WK 1998 kwalificatie № 577 «onderlinge duels» 20:00 uur (UTC+2) | Noorwegen                                                                                      | 5 – 0 | Zwitserland | Ullevaalstadion, Oslo Toeschouwers: 22.603 Scheidsrechter: Hellmut Krug (GER) |
| 10 september WK 1998 kwalificatie № 577 «onderlinge duels» 20:00 uur (UTC+2) | Jahn Ivar Jakobsen 46' Ståle Solbakken 50' Dan Eggen 65' Egil Østenstad 74' Tore André Flo 85' |       |             | Ullevaalstadion, Oslo Toeschouwers: 22.603 Scheidsrechter: Hellmut Krug (GER) |

|                                                                            | |       |              |                                                                           |
| 11 oktober WK 1998 kwalificatie № 578 «onderlinge duels» 20:00 uur (UTC+2) | Zwitserland | 5 – 0 | Azerbeidzjan | Hardturm, Zürich Toeschouwers: 7.600 Scheidsrechter: John Rowbotham (SCO) |
| 11 oktober WK 1998 kwalificatie № 578 «onderlinge duels» 20:00 uur (UTC+2) | Kubilay Türkyilmaz 13' Kubilay Türkyilmaz 23' (pen.) Murat Yakin 43' Stéphane Chapuisat 51' Kubilay Türkyilmaz 69' (pen.) |       |              | Hardturm, Zürich Toeschouwers: 7.600 Scheidsrechter: John Rowbotham (SCO) |

### 1998
|                                                                       |                |       |                 |                                                                                  |
| 25 maart Vriendschappelijk № 579 «onderlinge duels» 20:00 uur (UTC+1) | Zwitserland    | 1 – 1 | Engeland        | Wankdorfstadion, Bern Toeschouwers: 17.100 Scheidsrechter: Pascal Garidian (FRA) |
| 25 maart Vriendschappelijk № 579 «onderlinge duels» 20:00 uur (UTC+1) | Ramon Vega 37' |       | 70' Paul Merson | Wankdorfstadion, Bern Toeschouwers: 17.100 Scheidsrechter: Pascal Garidian (FRA) |

|                                                                       |                      |       |             |                                                                             |
| 22 april Vriendschappelijk № 580 «onderlinge duels» 20:00 uur (UTC+1) | Noord-Ierland        | 1 – 0 | Zwitserland | Windsor Park, Belfast Toeschouwers: 8.862 Scheidsrechter: Hugh Dallas (SCO) |
| 22 april Vriendschappelijk № 580 «onderlinge duels» 20:00 uur (UTC+1) | Darren Patterson 10' |       |             | Windsor Park, Belfast Toeschouwers: 8.862 Scheidsrechter: Hugh Dallas (SCO) |

|                                                                     |                    |       |                   |                                                                                    |
| 6 juni Vriendschappelijk № 581 «onderlinge duels» 20:15 uur (UTC+2) | Zwitserland        | 1 – 1 | Joegoslavië       | St. Jakob-Park, Basel Toeschouwers: 24.000 Scheidsrechter: Juan Manuel Brito (ESP) |
| 6 juni Vriendschappelijk № 581 «onderlinge duels» 20:15 uur (UTC+2) | Patrick Müller 83' |       | 6' Branko Brnović | St. Jakob-Park, Basel Toeschouwers: 24.000 Scheidsrechter: Juan Manuel Brito (ESP) |

|                                                                          |                     |       |                |                                                                                 |
| 2 september Vriendschappelijk № 582 «onderlinge duels» 20:00 uur (UTC+2) | Joegoslavië         | 1 – 1 | Zwitserland    | Stadion Čair, Niš Toeschouwers: 24.000 Scheidsrechter: Stefan Ormandzhiev (BUL) |
| 2 september Vriendschappelijk № 582 «onderlinge duels» 20:00 uur (UTC+2) | Dejan Stanković 51' |       | 58' David Sesa | Stadion Čair, Niš Toeschouwers: 24.000 Scheidsrechter: Stefan Ormandzhiev (BUL) |

|                                                                            |                                                   |       |             |                                                                            |
| 10 oktober EK 2000 kwalificatie № 583 «onderlinge duels» 20:45 uur (UTC+2) | Italië                                            | 2 – 0 | Zwitserland | Stadio Friuli, Udine Toeschouwers: 35.247 Scheidsrechter: Alain Sars (FRA) |
| 10 oktober EK 2000 kwalificatie № 583 «onderlinge duels» 20:45 uur (UTC+2) | Alessandro Del Piero 19' Alessandro Del Piero 61' |       |             | Stadio Friuli, Udine Toeschouwers: 35.247 Scheidsrechter: Alain Sars (FRA) |

|                                                                            |                        |       |                  |                                                                              |
| 14 oktober EK 2000 kwalificatie № 584 «onderlinge duels» 20:15 uur (UTC+2) | Zwitserland            | 1 – 1 | Denemarken       | Hardturm, Zürich Toeschouwers: 12.500 Scheidsrechter: Miroslav Radoman (YUG) |
| 14 oktober EK 2000 kwalificatie № 584 «onderlinge duels» 20:15 uur (UTC+2) | Stéphane Chapuisat 58' |       | 88' Ole Tobiasen | Hardturm, Zürich Toeschouwers: 12.500 Scheidsrechter: Miroslav Radoman (YUG) |

|                                                                          |                                  |       |             |                                                                             |
| 18 november Vriendschappelijk № 585 «onderlinge duels» 20:00 uur (UTC+1) | Hongarije                        | 2 – 0 | Zwitserland | Üllői úti, Boedapest Toeschouwers: 2.849 Scheidsrechter: Karol Ihring (SCO) |
| 18 november Vriendschappelijk № 585 «onderlinge duels» 20:00 uur (UTC+1) | György Korsós 1' József Sebők 7' |       |             | Üllői úti, Boedapest Toeschouwers: 2.849 Scheidsrechter: Karol Ihring (SCO) |

### 1999
|                                                                         |          |                                       |             |                                                                                            |
| 6 februari Vriendschappelijk № 586 «onderlinge duels» 18:30 uur (UTC+4) | Slovenië | 0 – 2                                 | Zwitserland | Sportcomplex Sultan Qaboos, Muscat Toeschouwers: 220 Scheidsrechter: Baboud Abdullah (OMA) |
| 6 februari Vriendschappelijk № 586 «onderlinge duels» 18:30 uur (UTC+4) |          | 8' Marc Hodel 17' Alexandre Comisetti |             | Sportcomplex Sultan Qaboos, Muscat Toeschouwers: 220 Scheidsrechter: Baboud Abdullah (OMA) |

|                                                                          |                     |       |                                                |                                                                                        |
| 10 februari Vriendschappelijk № 587 «onderlinge duels» 18:30 uur (UTC+4) | Oman                | 1 – 2 | Zwitserland                                    | Sportcomplex Sultan Qaboos, Muscat Toeschouwers: 200 Scheidsrechter: Abdul Aziz (BHR ) |
| 10 februari Vriendschappelijk № 587 «onderlinge duels» 18:30 uur (UTC+4) | Mohamed Mubarak 89' |       | 9' Alexandre Comisetti 34' Alexandre Comisetti | Sportcomplex Sultan Qaboos, Muscat Toeschouwers: 200 Scheidsrechter: Abdul Aziz (BHR ) |

|                                                                       |                                                         |       |                                                                                         |                                                                              |
| 10 maart Vriendschappelijk № 588 «onderlinge duels» 20:15 uur (UTC+2) | Zwitserland                                             | 2 – 4 | Oostenrijk                                                                              | Espenmoos, Sankt Gallen Toeschouwers: 9.000 Scheidsrechter: Luc Huyghe (BEL) |
| 10 maart Vriendschappelijk № 588 «onderlinge duels» 20:15 uur (UTC+2) | Johann Vogel 24' (pen.) Wolfgang Feiersinger 50' (e.d.) |       | 4' Andreas Herzog 33' Günther Neukirchner 44' Hannes Reinmayr 57' (pen.) Andreas Herzog | Espenmoos, Sankt Gallen Toeschouwers: 9.000 Scheidsrechter: Luc Huyghe (BEL) |

|                                                                          |             |                        |             |                                                                             |
| 27 maart EK 2000 kwalificatie № 589 «onderlinge duels» 18:30 uur (UTC+2) | Wit-Rusland | 0 – 1                  | Zwitserland | Dinamostadion, Minsk Toeschouwers: 35.000 Scheidsrechter: Oğuz Sarvan (TUR) |
| 27 maart EK 2000 kwalificatie № 589 «onderlinge duels» 18:30 uur (UTC+2) |             | 72' Sébastien Fournier |             | Dinamostadion, Minsk Toeschouwers: 35.000 Scheidsrechter: Oğuz Sarvan (TUR) |

|                                                                          |                                              |       |       |                                                                             |
| 31 maart EK 2000 kwalificatie № 590 «onderlinge duels» 20:15 uur (UTC+2) | Zwitserland                                  | 2 – 0 | Wales | Letzigrund, Zürich Toeschouwers: 13.500 Scheidsrechter: Miroslav Liba (CZE) |
| 31 maart EK 2000 kwalificatie № 590 «onderlinge duels» 20:15 uur (UTC+2) | Stéphane Chapuisat 4' Stéphane Chapuisat 70' |       |       | Letzigrund, Zürich Toeschouwers: 13.500 Scheidsrechter: Miroslav Liba (CZE) |

|                                                                       |                        |       |                |                                                                                      |
| 28 april Vriendschappelijk № 591 «onderlinge duels» 21:15 uur (UTC+3) | Griekenland            | 1 – 1 | Zwitserland    | Olympisch Stadion, Athene Toeschouwers: 1.500 Scheidsrechter: José João Mendes (POR) |
| 28 april Vriendschappelijk № 591 «onderlinge duels» 21:15 uur (UTC+3) | Grigoris Georgatos 57' |       | 20' Bernt Haas | Olympisch Stadion, Athene Toeschouwers: 1.500 Scheidsrechter: José João Mendes (POR) |

|                                                                        |             |       |        |                                                                                  |
| 9 juni EK 2000 kwalificatie № 592 «onderlinge duels» 20:15 uur (UTC+2) | Zwitserland | 0 – 0 | Italië | Stade Olympique, Lausanne Toeschouwers: 13.124 Scheidsrechter: Graham Poll (ENG) |
| 9 juni EK 2000 kwalificatie № 592 «onderlinge duels» 20:15 uur (UTC+2) |             |       |        | Stade Olympique, Lausanne Toeschouwers: 13.124 Scheidsrechter: Graham Poll (ENG) |

|                                                                          |                                                            |       |             |                                                                                   |
| 18 augustus Vriendschappelijk № 593 «onderlinge duels» 20:15 uur (UTC+2) | Tsjechië                                                   | 3 – 0 | Zwitserland | Spotovni Areal, Drnovice Toeschouwers: 7.825 Scheidsrechter: Fritz Stuchlik (AUT) |
| 18 augustus Vriendschappelijk № 593 «onderlinge duels» 20:15 uur (UTC+2) | Jan Koller 48' Stefan Wolf 57' (e.d.) Miroslav Baranek 88' |       |             | Spotovni Areal, Drnovice Toeschouwers: 7.825 Scheidsrechter: Fritz Stuchlik (AUT) |

|                                                                             |                                         |       |                        |                                                                              |
| 4 september EK 2000 kwalificatie № 594 «onderlinge duels» 19:15 uur (UTC+2) | Denemarken                              | 2 – 1 | Zwitserland            | Parken, Kopenhagen Toeschouwers: 41.667 Scheidsrechter: Ryszard Wójcik (POL) |
| 4 september EK 2000 kwalificatie № 594 «onderlinge duels» 19:15 uur (UTC+2) | Allan Nielsen 54' Jon Dahl Tomasson 81' |       | 79' Kubilay Türkyilmaz | Parken, Kopenhagen Toeschouwers: 41.667 Scheidsrechter: Ryszard Wójcik (POL) |

|                                                                             |                                                      |       |             |                                                                                    |
| 8 september EK 2000 kwalificatie № 595 «onderlinge duels» 20:15 uur (UTC+2) | Zwitserland                                          | 2 – 0 | Wit-Rusland | Stade Olympique, Lausanne Toeschouwers: 12.500 Scheidsrechter: Leslie Irvine (NIR) |
| 8 september EK 2000 kwalificatie № 595 «onderlinge duels» 20:15 uur (UTC+2) | Kubilay Türkyilmaz 68' Kubilay Türkyilmaz 86' (pen.) |       |             | Stade Olympique, Lausanne Toeschouwers: 12.500 Scheidsrechter: Leslie Irvine (NIR) |

|                                                                           |       |                                        |             |                                                                                         |
| 9 oktober EK 2000 kwalificatie № 596 «onderlinge duels» 19:30 uur (UTC+1) | Wales | 0 – 2                                  | Zwitserland | Racecourse Ground, Wrexham Toeschouwers: 5.064 Scheidsrechter: Spiridon Papadakos (GRE) |
| 9 oktober EK 2000 kwalificatie № 596 «onderlinge duels» 19:30 uur (UTC+1) |       | 16' Alexandre Rey 59' Patrick Bühlmann |             | Racecourse Ground, Wrexham Toeschouwers: 5.064 Scheidsrechter: Spiridon Papadakos (GRE) |

SFV · A-internationals · Selecties · Bondscoaches · Zwitsers vrouwenelftal · Olympisch elftal · Zwitserland U21 · Zwitserland U19 · Zwitserland U18 · Zwitserland U17 · Zwitserland U16 · Vrouwen U17
1905 – 1919 · 
1920 – 1929 · 
1930 – 1939 · 
1940 – 1949 · 
1950 – 1959 · 
1960 – 1969 · 
1970 – 1979 · 
1980 – 1989 · 
1990 – 1999 · 
2000 – 2009 · 
2010 – 2019 · 
2020 – 2029
EK's: 1996 · 
2004 · 
2008 · 
2016 · 
2020 · 
2024
WK's: 1934 · 
1938 · 
1950 · 
1954 · 
1962 · 
1966 · 
1994 · 
2006 · 
2010 · 
2014 · 
2018 · 
2022
OS: 1924 · 
1928 · 
2012
1905 · 
1906 · 1907 · 
1908 · 
1909 · 
1910 · 
1911 · 
1912 · 
1913 · 
1914 · 
1915 · 
1916 · 
1917 · 
1918 · 
1919 · 
1920 · 
1921 · 
1922 · 
1923 · 
1924 · 
1925 · 
1926 · 
1927 · 
1928 · 
1929 · 
1930 · 
1931 · 
1932 · 
1933 · 
1934 · 
1935 · 
1936 · 
1937 · 
1938 · 
1939 · 
1940 · 
1941 · 
1942 · 
1943 · 
1944 · 
1945 · 
1946 · 
1947 · 
1948 · 
1949 · 
1950 · 
1952 ·
1952 · 
1953 · 
1954 · 
1955 · 
1956 · 
1957 · 
1958 · 
1959 · 
1960 · 
1961 · 
1962 · 
1963 · 
1964 · 
1965 · 
1966 · 
1967 · 
1968 · 
1969 · 
1970 · 
1971 · 
1972 · 
1973 · 
1974 · 
1975 · 
1976 · 
1977 ·
1978 · 
1979 · 
1980 · 
1981 · 
1982 · 
1983 · 
1984 · 
1985 · 
1986 · 
1987 · 
1988 · 
1989 · 
1990 ·
1991 · 
1992 · 
1993 · 
1994 ·
1995 · 
1996 · 
1997 · 
1998 · 
1999 · 
2000 · 
2001 · 
2002 · 
2003 · 
2004 · 
2005 · 
2006 · 
2007 · 
2008 · 
2009 · 
2010 · 
2011 · 
2012 · 
2013 ·
2014 ·
2015 ·
2016 ·
2017 ·
2018 ·
2019 ·
2020 ·
2021 ·
2022
Albanië ·
Algerije · 
Andorra · 
Argentinië ·
Australië ·
Azerbeidzjan ·
België ·
Bolivia ·
Bosnië en Herzegovina ·
Brazilië ·
Bulgarije ·
Canada ·
Chili ·
China ·
Colombia ·
Costa Rica ·
Cyprus ·
Denemarken ·
DDR ·
Duitsland ·
Ecuador ·
Egypte ·
Engeland · 
Estland ·
Faeröer ·
Finland ·
Frankrijk ·
Georgië ·
Ghana ·
Gibraltar ·
Griekenland ·
Honduras ·
Hongarije ·
Hongkong ·
Ierland ·
IJsland ·
Israël ·
Italië ·
Ivoorkust ·
Jamaica ·
Japan ·
Joegoslavië ·
Kameroen ·
Kenia ·
Kosovo ·
Kroatië ·
Letland ·
Liechtenstein ·
Litouwen ·
Luxemburg ·
Malta ·
Marokko ·
Mexico ·
Moldavië ·
Montenegro ·
Nederland ·
Nigeria ·
Noord-Ierland ·
Noorwegen ·
Oekraïne ·
Oman ·
Oostenrijk ·
Panama ·
Peru ·
Polen ·
Portugal ·
Qatar ·
Roemenië ·
Rusland ·
Saarland ·
San Marino ·
Schotland ·
Servië ·
Slovenië ·
Slowakije ·
Sovjet-Unie · 
Spanje ·
Togo ·
Tsjechië ·
Tsjecho-Slowakije ·
Tunesië ·
Turkije ·
Uruguay ·
Venezuela ·
VA Emiraten ·
Verenigde Staten ·
Wales ·
Wit-Rusland ·
Zimbabwe ·
Zuid-Korea ·
Zweden
Albanië (2016) ·
Argentinië (2014) ·
Brazilië (2018) ·
Chili (2010) ·
Costa Rica (2018) ·
Ecuador (2014) ·
Frankrijk (2006) ·
Frankrijk (2014) ·
Frankrijk (2016) ·
Frankrijk (2021) ·
Honduras (2010) · 
Honduras (2014) · 
Italië (2021) · 
Oekraïne (2006) ·
Portugal (2008)  · 
Portugal (2022) · 
Roemenië (2016) · 
Servië (2018) ·
Spanje (2010) ·
Spanje (2021) ·
Togo (2006) ·
Tsjechië (2008) ·
Turkije (2008) ·
Turkije (2021) ·
Wales (2021) ·
Zuid-Korea (2006) ·
Zweden (2018)
CONMEBOL: Bolivia · Chili  · Colombia · Ecuador · Uruguay · Venezuela

UEFA: Albanië · Andorra · Armenië · Azerbeidzjan · België · Bosnië en Herzegovina · Bulgarije · Cyprus · Denemarken · (West-)Duitsland · Duitse Democratische Republiek · Engeland · Estland · Faeröer · Finland · Frankrijk · Georgië · Griekenland · Hongarije · IJsland · Ierland · Israël · Italië · Joegoslavië · Kroatië · Letland · Liechtenstein · Litouwen · Luxemburg · Malta · Moldavië · Nederland · Noord-Ierland · Noord-Macedonië · Noorwegen · Oekraïne · Oostenrijk · Polen · Portugal · Roemenië · Rusland · San Marino · Schotland · Slovenië · Slowakije · Sovjet-Unie/GOS ·  Spanje · Tsjechië · Tsjecho-Slowakije · Turkije · Wales · Wit-Rusland · Zweden · Zwitserland

AFC: Kazachstan

CAF: Madagaskar

CONCACAF: Belize · Canada